# 我如古楽一郎

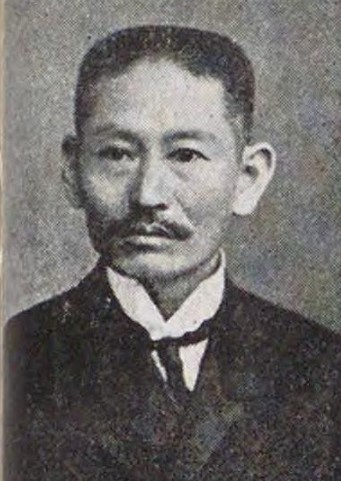
我如古楽一郎

我如古 楽一郎（がねこ らくいちろう、1872年3月13日（尚泰25年2月5日） - 1941年（昭和16年）7月18日）は、沖縄県出身の医師、政治家。衆議院議員。後に島添に改姓。

## 経歴
東風平間切東風平（現島尻郡八重瀬町字東風平）で、我如古四朗太、カマド夫妻の長男として生まれる。1885年、沖縄県医院附属沖縄医学講習所が開設され、講習生として入所。1889年、沖縄県医院附属沖縄医学講習所が沖縄県病院附属医生教習所と改称され、同所を1890年に卒業。1891年、沖縄県病院に勤務となる。
1894年、帝国大学医科大学教授・三浦守治に随行し八重山のマラリア調査を行う。1897年、県病院を退職して開業し、兼城、東風平間切の村医となる。1901年、謝花昇が発病して主治医となり、その治療費と死後の遺児教育費募金に奔走した。
1907年、沖縄実業銀行が設立し取締役に就任。1908年、無限責任東風平信用販売購買組合が設立し組合長となる。1909年、沖縄県初の県会議員選挙に出馬して当選。1913年、設立発起人となった沖縄県産業組合が設立し、1914年には解散していた沖縄県医師会が再設立され理事に就任した。
1917年4月の第13回衆議院議員総選挙で沖縄県から無所属で出馬して当選し、衆議院議員を1期務めた。この間、「沖縄県特別自治制撤廃に関する建議案」の提出、甘蔗作に対する質問演説、「沖縄県における〔マラリア〕予防撲滅に関する建議書案」の提出などを行った。1919年5月14日、衆議院議員選挙法違反被告事件おいて大審院で上告棄却となり議員を退職した。
その他、沖縄県産業銀行頭取、産業組合中央会沖縄支会副会長、報徳川排水改修工事組合長などを務めた